# 天运 (刘丽川)
天运（1853年八月）为中国清朝时期上海小刀会刘丽川的年号，前后共1個月。

## 公元纪年对照表
| 天运 | 元年   |
| ---- | ------ |
| 公元 | 1853年 |
| 干支 | 癸丑   |

## 同期存在的其他政权年号
- 中國
  - 咸丰（1851年－1861年）：清朝—清文宗奕詝之年号
  - 太平天国（1851年－1864年）：太平天国—洪秀全、洪天贵福之年号
  - 天德（1853年）：清朝时期—黄德美之年号
  - 天德（1853年）：清朝時期—林恭之年號
  - 天德（1853年）：清朝時期—林万青之年號
- 越南
  - 嗣德（1848年－1883年）:越南阮朝—阮翼宗阮福时之年号
- 日本
  - 嘉永（1848年－1854年）：孝明天皇之年號

## 深入閱讀
- 李崇智. . 北京: 中華書局. 2004年12月. ISBN 7101025129.
- 王爾敏.  (PDF). 香港: 香港中文大學出版社. 1981年  [2021-11-30]. （原始内容 (pdf)存档于2020-07-14）.